# Rafael Agüero Cremonese
  Rafael Agüero Cremonese  (Hernandarias, 11 de enero de 1980) fue un futbolista paraguayo. Jugó de Portero y su último equipo fue el 3 de febrero, que actualmente se encuentra en la Nacional B.

## Clubes
| Club                              | País     |
| --------------------------------- | -------- |
| 3 de febrero                      | Paraguay |
| Sportivo Iteño                    | Paraguay |
| Cerro Porteño (Presidente Franco) | Paraguay |
| Sport Colombia                    | Paraguay |

- Datos: Q6096943